# 西戎校尉府
西戎校尉府，是中國歷史上南北朝時北魏设置的军府之一。
西戎校尉府是北魏所置的管理西域事务之行政机构，治所在鄯善国扞泥城（今新疆若羌县）。《魏书·西域传·鄯善》：世祖“拜交趾公韩拔为假节、征西将军，领护西戎校尉、鄯善王以镇之，赋役其人，比之郡县”。